# Eurovision: Europe Shine a Light
Eurovision: Europe Shine a Light is een op 16 mei 2020 gehouden live-televisie-uitzending, georganiseerd door de European Broadcasting Union (EBU) en geproduceerd door de Nederlandse omroepen AVROTROS en NOS, samen met de NPO. De uitzending diende ter vervanging van het Eurovisiesongfestival 2020, dat gepland stond gehouden te worden in Rotterdam, maar werd afgelast vanwege de dat jaar ontstane coronapandemie. In de uitzending waren videoclips te zien van de aan het Eurovisiesongfestival 2020 deelnemende acts, aangevuld met videoboodschappen en -optredens van deelnemers van 2020 en eerdere edities. Ook de Britse presentator en commentator Graham Norton kwam aan het woord. Op het einde zongen de kandidaten van het festival in 2020, op de Belgische inzending Hooverphonic na, elk een stukje van Love Shine a Light van Katrina & the Waves, waarnaar dit programma werd genoemd. Katrina zelf zong de laatste woorden.
De show werd uitgezonden vanuit Hilversum en duurde bijna twee uur. De presentatie was in handen van Chantal Janzen, Edsilia Rombley en Jan Smit, die al waren gekozen om het Eurovisiesongfestival 2020 te presenteren voordat dit werd afgelast. Nikkie de Jager toonde tussendoor beeldmateriaal vanop sociale media.
Dit programma werd internationaal door minimaal ruim 73 miljoen kijkers bekeken.

## Omroepen en commentatoren
De uitzending begon op 16 mei 2020 om 21:00 MEZT. De volgende landen hebben de show uitgezonden (onder hen waren ook landen die oorspronkelijk niet deelnamen aan het festival):
| Land                    | Omroep                   | Zender(s)                | Commentator(en)                                                    |
| ----------------------- | ------------------------ | ------------------------ | ------------------------------------------------------------------ |
| Albanië                 | RTSH                     | RTSH 1, RTSH Muzikë      | Andri Xhahu                                                        |
| Armenië                 | AMPTV (1TV)              | AMPTV (1TV)              | David Tserunyan en Emma Hakobyan                                   |
| Australië               | SBS                      | SBS                      | Joel Creasey en Myf Warhust                                        |
| Azerbeidzjan            | İctimai Television (İTV) | İctimai Television (İTV) | Murad Arif                                                         |
| België                  | RTBF                     | La Une                   | Jean-Louis Lahaye                                                  |
| België                  | VRT                      | Eén                      | Peter Van de Veire                                                 |
| Bulgarije               | BNT                      | BNT 1, BNT 4             | Elena Rosberg en Petko Kralev                                      |
| Cyprus                  | CyBC                     | RIK 1, RIK Sat           | Andreas Iakovidis                                                  |
| Denemarken              | DR                       | DR1                      | Ole Tøpholm                                                        |
| Duitsland               | ARD/NDR                  | Das Erste                | Michael Schulte en Peter Urban                                     |
| Estland                 | ERR                      | ETV                      | Marko Reikop                                                       |
| Estland                 | ERR                      | ETV+                     | Yuliya Kalenda en Aleksandr Khobotov                               |
| Finland                 | Yle                      | Yle TV2                  | Mikko Silvennoinen, Krista Siegfrids, Eva Frantz en Johan Lindroos |
| Frankrijk               | France Télévisions       | France 2                 | Stéphane Bern                                                      |
| Georgië                 | GPB                      | 1TV                      | Demetre Ergemlidze                                                 |
| Griekenland             | ERT                      | ERT1                     | Maria Kozakou                                                      |
| Ierland                 | RTÉ                      | RTÉ One                  | Marty Whelan                                                       |
| IJsland                 | RÚV                      | RÚV 1                    | Felix Bergsson                                                     |
| Israël                  | IPBC (Kan)               | Kan 11                   | geen commentaar                                                    |
| Italië                  | RAI                      | Rai 1                    | Flavio Insinna en Federico Russo                                   |
| Italië                  | RAI                      | Rai 4, Rai Radio 2       | Gino Castaldo en Ema Stokholma                                     |
| Kroatië                 | HRT                      | HRT 1                    | Duško Čurlić                                                       |
| Letland                 | LTV                      | LTV1                     | Toms Grēviņš                                                       |
| Litouwen                | LRT                      | LRT televizija           | Ramūnas Zilnys                                                     |
| Malta                   | PBS                      | TVM                      | geen commentaar                                                    |
| Moldavië                | TRM                      | Moldova 1                | Daniela Crudu                                                      |
| Nederland               | AVROTROS                 | NPO 1                    | Cornald Maas                                                       |
| Noord-Macedonië         | MRT                      | MRT 1                    | Aleksandra Jovanovska                                              |
| Noorwegen               | NRK                      | NRK1                     | geen commentaar                                                    |
| Oekraïne                | STB                      | STB                      | Timur Miroshnychenko                                               |
| Oekraïne                | UA:PBC                   | UA:First                 | Timur Miroshnychenko                                               |
| Oekraïne                | UA:PBC                   | UA:Radio Promin          | Oleksandra Franko en Les Myrnyi                                    |
| Oostenrijk              | ORF                      | ORF1                     | Andi Knoll                                                         |
| Polen                   | TVP                      | TVP1, TVP Polonia        | Artur Orzech                                                       |
| Portugal                | RTP                      | RTP1, RTPi               | Nuno Galopim                                                       |
| Roemenië                | TVR                      | TVR1, TVRi               | Bogdan Stănescu                                                    |
| Rusland                 | Channel One (C1R)        | Channel One (C1R)        | Yuriy Aksyuta en Yana Churikova                                    |
| San Marino              | SMRTV                    | San Marino RTV           | Flavio Insinna en Federico Russo                                   |
| Servië                  | RTS                      | RTS1, RTS Svet           | Duška Vučinić                                                      |
| Slovenië                | RTVSLO                   | TV Slovenija 1           | Andrej Hofer                                                       |
| Spanje                  | RTVE                     | La 1, TVEi               | Tony Aguilar en Eva Mora                                           |
| Tsjechië                | ČT                       | ČT art                   | Jan Maxián                                                         |
| Verenigd Koninkrijk     | BBC                      | BBC One                  | Graham Norton                                                      |
| Wit-Rusland             | BTRC                     | Belarus 1, Belarus 24    | Evgeny Perlin                                                      |
| Zweden                  | SVT                      | SVT1                     | geen commentaar                                                    |
| Zwitserland             | SRG SSR                  | RSI La 2                 | Clarissa Tami en Sebalter                                          |
| Zwitserland             | SRG SSR                  | RTS 1                    | Yoann Provenzano en Jean-Marc Richard                              |
| Zwitserland             | SRG SSR                  | SRF 1                    | Sven Epiney                                                        |
| Niet deelnemende landen |                          |                          |                                                                    |
| Bosnië en Herzegovina   | BHRT                     | BHT 1                    | Maja Miralem                                                       |
| Kazachstan              | Khabar Agency            | Khabar TV                | Nursultan Qurman en Mahabbat Esen                                  |
| Kosovo                  | RTK                      | RTK 1                    | onbekend                                                           |
| Montenegro              | RTCG                     | RTCG 1, Radio 98         | onbekend                                                           |